# Metaphidippus chalcedon
Metaphidippus chalcedon là một loài nhện trong họ Salticidae.
Loài này thuộc chi Metaphidippus. Metaphidippus chalcedon được Carl Ludwig Koch miêu tả năm 1846.